# Die liebe Familie (1957)
Die liebe Familie ist ein österreichischer Spielfilm aus dem Jahre 1956 von Helmut Weiss mit Luise Ullrich in der Hauptrolle eines aus dem Alltagsstress ausbrechenden Familienoberhauptes. An ihrer Seite spielen Hans Nielsen und Ingrid Andree weitere Hauptrollen.

## Handlung
Betty Lang ist die perfekte Mutter, Hausfrau und Ehefrau: Sie putzt, kocht, bügelt, wäscht und kauft ein … nur dass dies in ihrer „lieben Familie“ so gar niemand so richtig zu würdigen weiß. Jede(r) von ihnen verlangt und erwartet ganz selbstverständlich, dass Betty immer da ist, sich die Sorgen und Nöte der Anderen anhört und stets zur Hilfe eilt, wenn man sie ruft. Das gilt für den paschahaften Gatten Karl ebenso wie für die nörgelnde Oma Pollinger und die theaterbesessene Tochter Petra; sogar deren jetziger Freund nutzt Bettys Gutmütigkeit aus. Eines Tages platzt Betty der Kragen. Sie will auch einmal das tun, wozu sie Lust hat, und ihre ganz große Liebe gehört nun mal dem Schreiben. Sie schreibt so wie sie ist: geradeaus, schnörkellos und ehrlich. Dieser Schreibstil gefällt auch dem Verleger Stefan Clausen. Der nimmt sie sofort unter Vertrag, und eines Tages taucht er im Hause Lang auf, wo mal wieder Halligalli herrscht und Betty nicht weiß, wo ihr der Kopf steht. Aber er hat gleich zwei wunderbare Nachrichten im Gepäck: Bettys erster Roman wird demnächst erscheinen und soll sogar verfilmt werden. Wo? Ausgerechnet in Hollywood, und Betty soll dazu sogar das Drehbuch schreiben! Selbst jetzt ist in der lieben Familie noch nicht der Groschen gefallen. Keiner nimmt sie ernst, ja man macht sich sogar lustig über sie! Hollywood …. was für ein Unfug! Nun reicht es Betty wirklich. Eben noch hatte sie Clausens sensationelles Drehbuchangebot aus Rücksicht auf ihre Lieben daheim abgelehnt, doch nun besinnt sie sich eines Besseren, sagt zu und reist die folgenden Monate über den großen Teich nach Amerika.
Einige Monate sind ins Land gezogen, und als Betty, die in der Filmmetropole sehr erfolgreich war, wieder zurückkehrt, erkennt sie ihr altes Heim kaum wieder. Ihre schlimmsten Befürchtungen sind jedenfalls nicht eingetreten. Sie hatte fest daran geglaubt, dass es daheim während ihrer Abwesenheit drunter und drüber gehen würde. Doch wider Erwarten klappte alles wie am Schnürchen; fast zu gut, wie Betty argwöhnisch meint. Die liebe Familie ist offenbar endlich erwachsen geworden, und Tochter Petra hat sich zwischenzeitlich in einen Filmregisseur verliebt. Wenn sie es so recht bedenkt, ist es Betty durchaus recht, dass sie nun mehr Zeit für sich hat. Sie will sich sogar eine eigene Wohnung anmieten, um fortan in Ruhe schreiben zu können. Doch bald ist es mit dem Selbstbewusstsein auch schon wieder vorbei. Betty vermisst ihre Familie, das Chaos, das Gebrauchtwerden, und sie ist auch nicht erbaut, als Verleger Clausen ihr gesteht, dass er sie liebe und sie heiraten wolle. All diese Ereignisse münden schließlich in einer handfesten Schreibblockade, die dazu führt, dass sich Betty, Hollywood hin oder her, für eine Versagerin hält. Wider Erwarten naht Hilfe in Gestalt Petras. Die hat mit ihrem Filmregisseur Schiffbruch erlitten und braucht nun ihre Mutter, um sich bei ihr ausheulen zu können. Auch Gatte Karl findet zu ihr zurück, nachdem er zwischenzeitlich mit der attraktiven Nachbarin angebandelt hat. Er verspricht Betty sogar, dass er dafür sorgen werde, dass sie mehr Ruhe bekommt, um weiterhin schreiben zu können. Bettys Rückkehr in den Schoß der Familie hat jedoch bald zur Folge, dass alles so wird wie zuvor, aber nun weiß Betty, dass dieses Chaos ja auch durchaus inspirierend sein kann, und sei es für ihren zweiten Roman …

## Produktionsnotizen
Gedreht 1956, erlebte der Film seine Uraufführung am 11. Januar 1957 in Wien. Die deutsche Premiere war am 21. März desselben Jahres.
Herbert Sennewald übernahm die Produktionsleitung. Das Ehepaar Werner Schlichting und Isabella Ploberger gestaltete in Zusammenarbeit mit Alexander Sawczynski die Filmbauten. Charlotte Flemming und Erika Russ entwarfen die Kostüme. 

## Kritik
Im Lexikon des Internationalen Films heißt es knapp: „Substanzlose, seichte Komödie ohne echten Humor, mangelhaft inszeniert und nur mittelmäßig gespielt.“